# Djupsjön (Järna socken, Dalarna)
Djupsjön är en sjö i Vansbro kommun i Dalarna och ingår i Dalälvens huvudavrinningsområde. Sjön har en area på 1,49 kvadratkilometer och ligger 255,1 meter över havet. Sjön avvattnas av vattendraget Gruckån.

## Delavrinningsområde
Djupsjön ingår i det delavrinningsområde (671396-140628) som SMHI kallar för Utloppet av Djupsjön. Medelhöjden är 287 meter över havet och ytan är 13,12 kvadratkilometer. Räknas de 5 avrinningsområdena uppströms in blir den ackumulerade arean 64,77 kvadratkilometer. Gruckån som avvattnar avrinningsområdet har biflödesordning 3, vilket innebär att vattnet flödar genom totalt 3 vattendrag innan det når havet efter 333 kilometer. Avrinningsområdet består mestadels av skog (62 procent) och sankmarker (13 procent). Avrinningsområdet har 2,53 kvadratkilometer vattenytor vilket ger det en sjöprocent på 19,2 procent.